# Viver de plantes

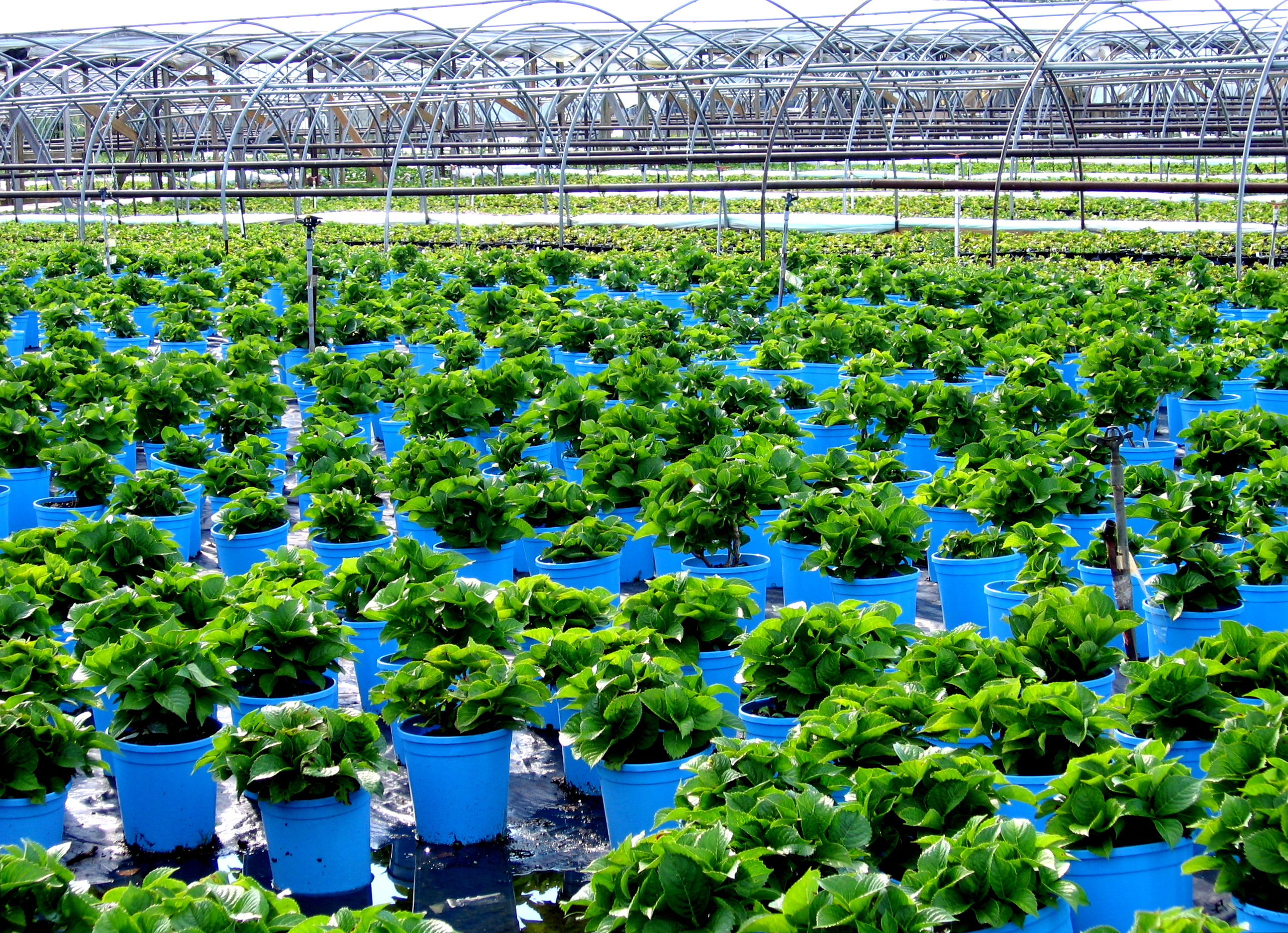
Plantes en un viver

Un viver (en anglès: nursery) és un lloc on es propaguen i cultiven les plantes fins que arriben a una mida útil. Això inclou els vivers per a la venda al detall i els vivers per a la venda a l'engròs. Alguns vivers també venen per correu o internet.
Entre els vivers n'hi ha de dedicats a les plantes forestals i a la conservació de plantes amenaçades d'extinció. Alguns vivers estan especialitzats en una fase del procés, per exemple la propagació o a un tipus de plantes, per exemple les plantes d'ombra o les plantes de rocalla.

## Mètodes

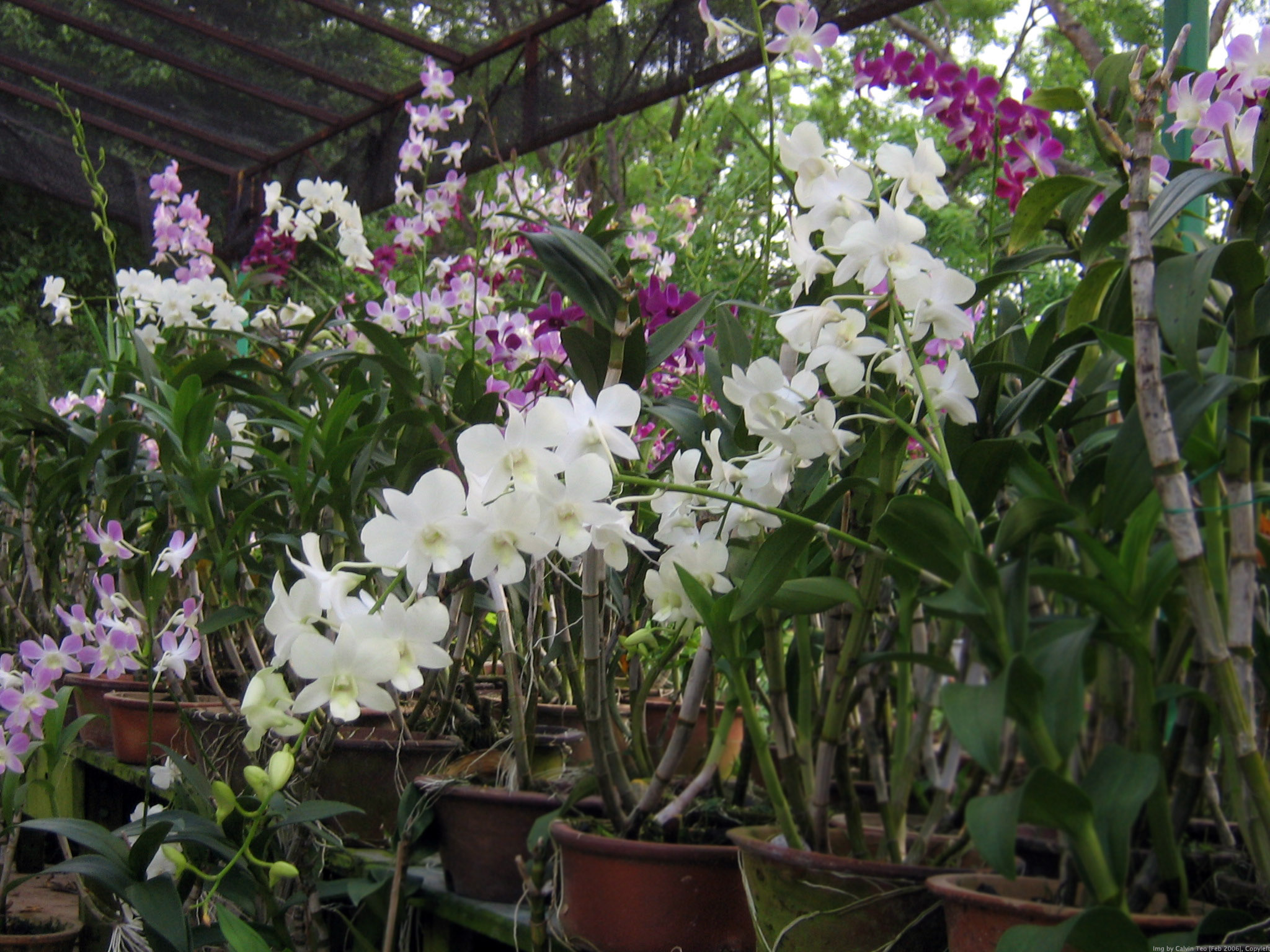
Un viver d'orquídies

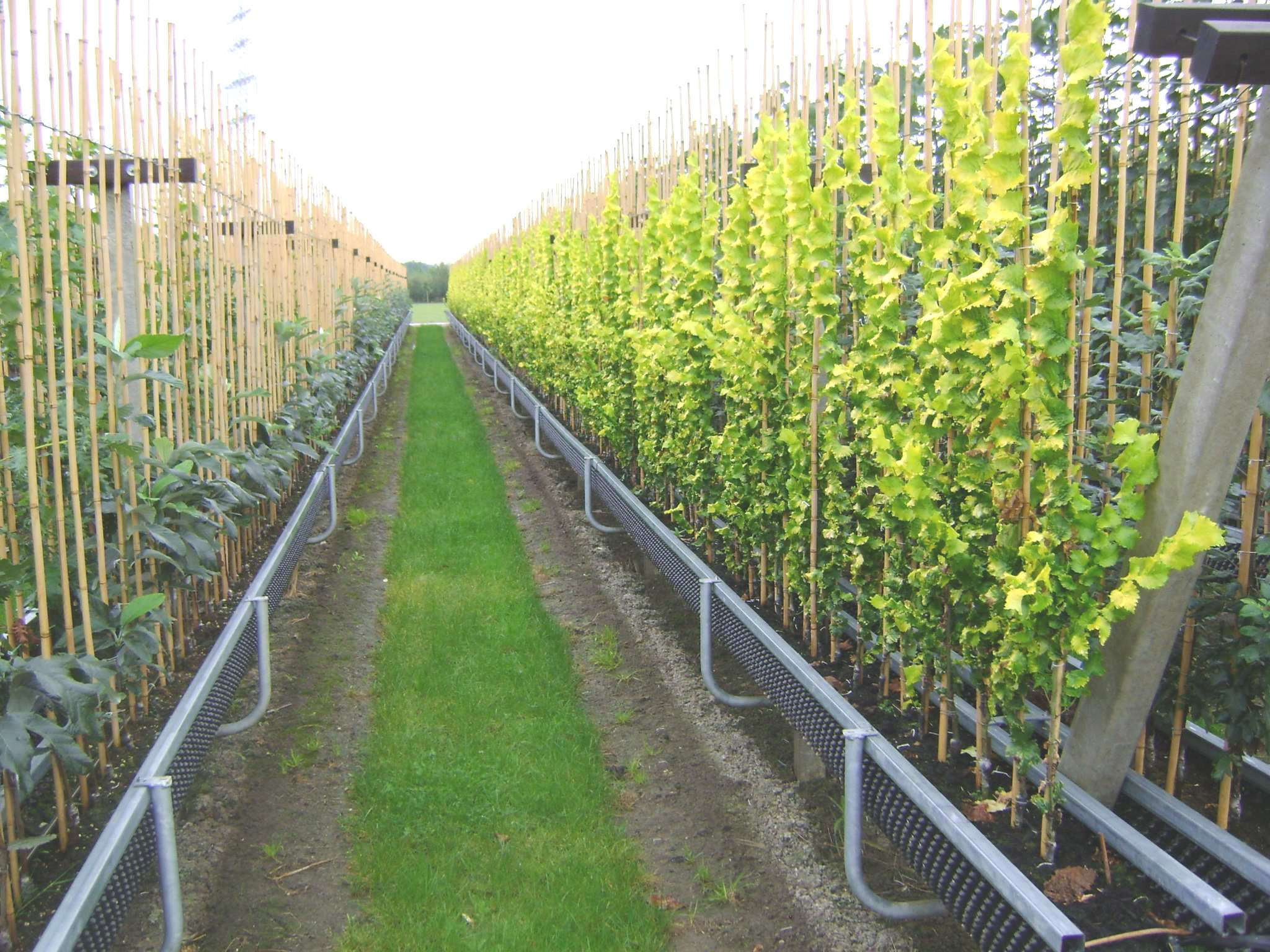
Un viver d'arbres

Els vivers poden cultivar plantes a ple camp, sobre contenidors i en túnels o hivernacles.
A ple camp els vivers cultiven arbres ornamentals,arbusts i herbàcies perennes, especialment les plantes pensades per a la venda a l'engròso per grans plantacions.
La majoria de vivers requereixen un treball intensiu, malgrat que alguns procediments es poden automatitzar. Al Regne Unit s'ha estimat que la mà d'obra representa el 70% del cost de producció d'un viver. Aquest negoci és molt estacional i es concentra a la primavera i la tardor.
Les plantes anuals es venen en safates (contenidors sense dividir amb moltes plantes), alvèola (safates dividides en cel·les), petits contenidors de torba (peat pots), o de plàstic. les plantes perennes i llenyoses es venen ja sia en petits contenidors (testos), a rel nua o embalats en una gran varietat de mides. Les plantes es poden propagar per les llavors, però sovint les cultivars desitjats són propagats asexualment. El mètode més comú és l'esqueix.